# Snipe

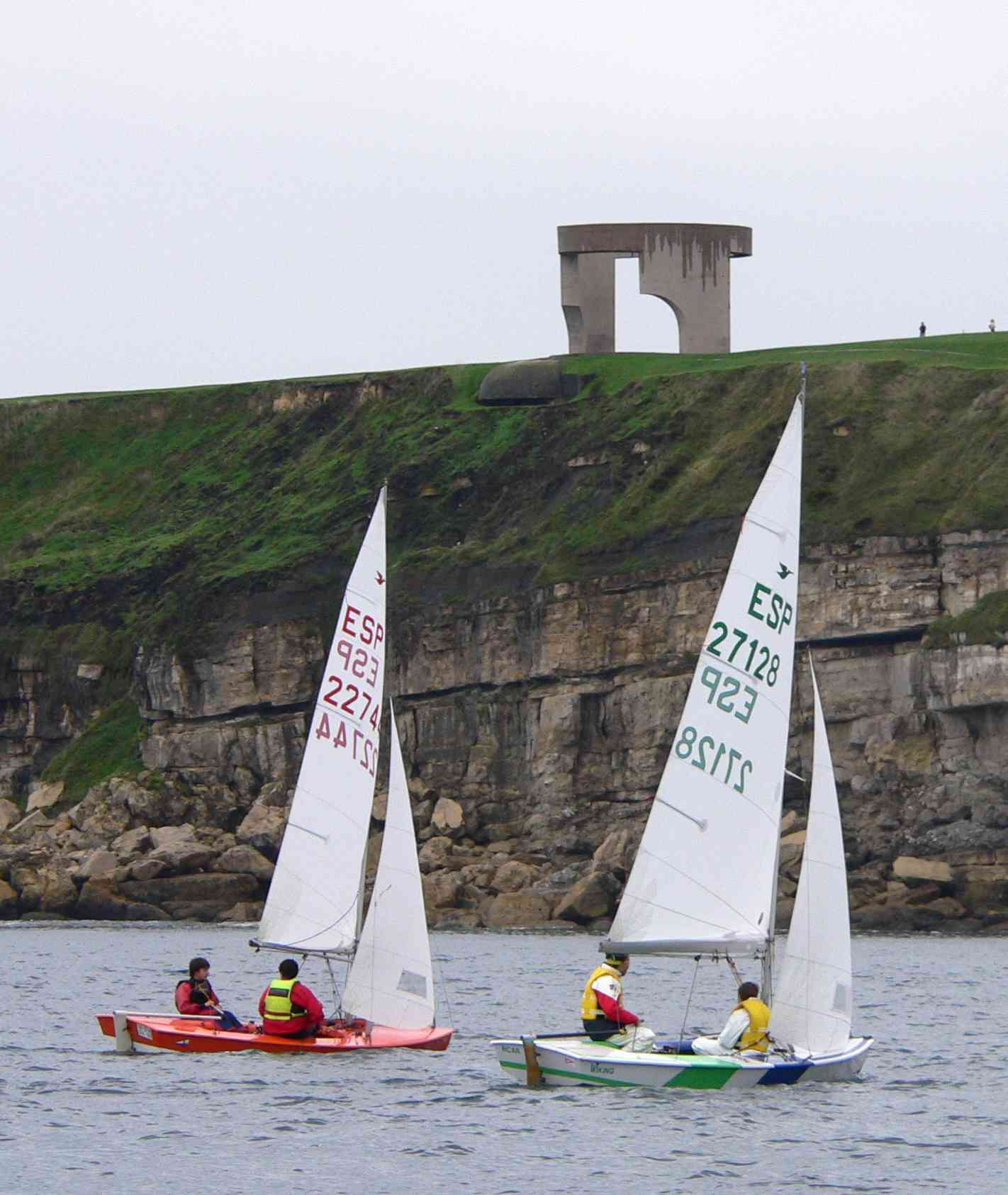
Snipe segling i Spanien

Snipe eller snajp (av engelska: snipe, uttal: /snajp/) är en tvåmannajolle, ritad 1931 av William F Crosby. Klassmärket är silhuetten av en beckasin (en typ av snäppa), vilket båten även fått sitt namn av då snipe är engelskans ord för beckasin, hörande familjen snäppor (analogt nordiskt namn).
Snipeklassens klassförbund heter SCIRA, vilket står för the Snipe Class International Racing Association. Klassförbundet har sitt säte i San Diego i USA. Klassförbundet ger ut tidningen Snipe Bulletin fyra gånger per år.
Snipeseglare som är med i klassförbundet inordnas organisatoriskt i "fleets". En fleet är oftast bildad av personer från en och samma segelklubb. Det land som har flest fleets är USA med 60 st (2005). I Sverige finns det sex stycken.